# Secunderabad
Secunderabad är en garnisonsstad (cantonment) i den indiska delstaten Telangana och är en förort till delstatens huvudstad Hyderabad. Den är belägen i distriktet Hyderabad och hade cirka 220 000 invånare vid folkräkningen 2011.